# Filippo Walter Ratti
Filippo Walter Ratti (Roma, 13 giugno 1914 – Roma, 6 dicembre 1981) è stato un regista e sceneggiatore italiano.

## Biografia
Entra nel mondo del cinema romano alla metà degli anni '30, lavorando come organizzatore della produzione e aiuto regista, dirigendo, solo nel dopoguerra, il suo primo film Felicità perduta. Lavorerà sino agli anni '70 girando un limitato numero di pellicole, quasi tutte di genere commedia popolare, fatto salvo il film Dieci italiani per un tedesco (Via Rasella) sulla tragedia delle Fosse ardeatine.
Ha firmato alcuni film usando gli pseudonimi Peter Rush e Walter Filippi.

## Filmografia
- Felicità perduta (1946)
- Eleonora Duse (1947)
- Maschera nera (1952)
- Non è mai troppo tardi (1953)
- Amore e smarrimento (1954)
- Rapina al quartiere Ovest (1960)
- Maurizio, Peppino e le indossatrici (1961)
- Vacanze alla Baia d'Argento (1961)
- Nerone '71 (1962), con il nome di Walter Filippi
- Dieci italiani per un tedesco (Via Rasella) (1962)
- Gli italiani e le vacanze (1963)
- A.D.3 operazione squalo bianco (1966)
- Vacanze sulla neve (1966)
- Erika (1971)
- La notte dei dannati (1971)
- Estratto dagli archivi segreti della polizia di una capitale europea (1972, non accreditato)
- Mondo erotico (1973)
- I vizi morbosi di una governante (1977)